# Liste deutschsprachiger Zeitungen im östlichen Europa
Die Liste deutschsprachiger Zeitungen im östlichen Europa enthält eine Auswahl der wichtigsten historischen sowie aktuell erscheinende Titel. Zur leichteren Orientierung werden die Zeitungen nach ihren Erscheinungsorten innerhalb der heutigen Staatsterritorien aufgeführt. Insgesamt sind für die Großregion Ost- und Südosteuropa über 5.200 deutschsprachige Pressepublikationen nachweisbar.

## Kasachstan
Kasachstandeutsche
- Deutsche Allgemeine Zeitung (Freundschaft, 1966–1999; 2000–)

## Belarus
- Grodnoer Zeitung (1915–1918)
- Pinsker Zeitung (1915–1917)

## Ukraine
Bessarabiendeutsche
- Deutsche Zeitung Bessarabiens (1919–1940)
- Unsere Schule (1919–1924)

Bukowinadeutsche / Bukowinajuden
- Bukowina (1862–1868)
- Bukowinaer Rundschau (1882–1907)
- Bukowinaer Nachrichten (1888–1914)
- Bukowinaer Post (1893–1914)
- Bukowinaer Bote (1897–1904, 1909–?)
- Czernowitzer Tagblatt (1903–1914, 1917, 1918)
- Czernowitzer Allgemeine Zeitung (1904–1923)
- Czernowitzer Morgenblatt (1918–1940)
- Ostjüdische Zeitung (1919–1937)
- Czernowitzer Deutsche Tagespost (1924–1940)
- Neue Jüdische Rundschau (1926–1930)
- Der Südostdeutsche (Augsburg, 1950–)

Galiziendeutsche
- Lemberger Wöchentliche Anzeigen (1786–1796)
- Lemberger Zeitung (1812–1866)
- Ost-Deutsches Volksblatt (1922–1939)

Karpatendeutsche / deutschsprachige Juden
- Der ungarische jüdische Bote (1882)

Krimdeutsche
- Deutsche Zeitung für die Krim und Taurien (1918)

Schwarzmeerdeutsche
- Unterhaltungsblatt für deutsche Ansiedler im südlichen Rußland (1846–1871)[2]
- Odessaer Zeitung (1863–1915)
- Christlicher Volksbote (1868–1914)
- Deutsche Rundschau (1906–1914, 1917, 1919)

## Georgien
Kaukasiendeutsche
- Kaukasische Post (1906–1914, 1918–1922; 1994–)

## Slowakei
Karpatendeutsche und deutschsprachige Juden der Slowakei/Oberungarns
Hauerlanddeutsche/niederungarische Bergstädte
- Neue Trenchiner Zeitung (1870–1876)
- Neutra-Trenchiner Zeitung (1870–1881)

Pressburger Deutsche
- Preßburger Zeitung (1764–1929)
- Preßburgisches Wochenblatt (1771–1773)
- Pannonia (1837–1849)
- Tirnauer Wochenblatt (1869–1918)
- Pressburger Tagblatt (1870–1873; Neugründung 1896–1924)
- Westungarischer Grenzbote (1872–1945)
- Schrattenthal's Frauen-Zeitung (1893–1894)
- Pressburger Presse (1898–1928)
- Westungarische Volksstimme (1902–1918)
- Pressburger Jüdische Zeitung (1908–1909)
- Jüdische Presse (1915–1938)

Zipser Sachsen und nahe Pentapolitana-Städte
- Kaschauer Zeitung (bis 1872 Kaschau-Eperieser Kundschaftsblatt; 1838–1914)
- Zipser Anzeiger (1863–1874)
- Zipser Bote (1875–1908)
- Karpathen-Post (1880–1942)

Gegenwart
- Karpatenblatt (seit 1992)

## Ungarn
Ungarndeutsche; Donauschwaben; deutschsprachige ungarische Juden
- Mercurius (1730–1739)
- Ungrisches Magazin (1781–1787)
- Vereinigte Ofner und Pester Zeitung (1800–1845)
- Der neue Kurier (1788–1799)
- Pesther Tageblatt (1839–1845)
- Der Ungar (1842–1848)
- Pester Zeitung (1845–1852)
- Der ungarische Israelit (1848)
- Pester Lloyd (1853–1945; Neugründung 1994–2020)
- Allgemeine illustrierte Judenzeitung (1860–1862)
- Oedenburger Zeitung (1868–1944)
- Fünfkirchner Zeitung (1870–1906)
- Ungarisch-jüdische Wochenschrift (1871–1872)
- Neues Pester Journal (1872–1925)
- Jüdische Gemeinde- und Schulzeitung (1873–1874)
- Eisenburger Nachrichten (1874–1877)
- Der ungarische Israelit (1874–1908)
- Hamechaker (1877–1881)
- Neues politisches Volksblatt (1877–1940)
- Hungaria (1879–1887)
- Günser Zeitung (1882–1938)
- Budapester Tagblatt (1884–1915)
- Lippaer Zeitung (1884–1890)
- Eisenstädter Zeitung (1888–1898)
- Günser Anzeiger (1889–1918)
- Budapester Wochenpost (1892–1911)
- Westungarisches Volksblatt (1893–1919)
- Volksstimme (1894–1924)
- Christliches Volksblatt (1896–1919)
- Károlyfalvaer Wochenblatt (1897–1904)
- Budapester Montagszeitung (1899–1938)
- Kismartoner Zeitung (1899–1908)
- Neues Budapester Abendblatt (1899–1920)
- Wieselburger Zeitung (1901–1904)
- Deutscher Volksfreund (1903–1942)
- Allgemeine jüdische Rundschau (1907–1911)
- Ungarländische Jüdische Zeitung (1910–1915)
- Deutsches Bauernblatt (1913–1919)
- Güssinger Zeitung (1913–1918)
- Deutsches Tageblatt (1917–1919)
- Neue Post (1917–1920)
- Der Proletarier (1919)
- Oedenburger Arbeiterrat (1919)
- Oedenburger Proletarier (1919)
- Der Heideboden (1919–1931)
- Sonntagsblatt (1921–1935)
- Die Neue Zeitung (1957–)
- Budapester Rundschau (1967–1992)

## Slowenien
Sloweniendeutsche (s. auch Jugoslawiendeutsche)
- Wochentliche Ordinari-Laybacher Zeitungen (1707–1709)
- Laibacher Zeitung (1783–1918)
- Merkische Laibacher Zeitung (1788–1797)
- Vereinigte Laibacher Zeitung (1810, 1814–1847)
- Sloveniens Blatt (1848)
- Triester Zeitung (1851–1918)
- Marburger Zeitung (1862–1945)
- Görzer Zeitung (1868–1869, 1872–1873)
- Laibacher Tagblatt (1868–1880)
- Laibacher Schulzeitung (1873–1919)
- Cillier Zeitung (1876–1937)
- Laibacher Wochenblatt (1880–1893)
- Triester Tagblatt (1880–1918)
- Südsteirische Post (1881–1900)
- Deutsche Wacht (1883–1919)
- Pettauer Zeitung (1890–1904)
- Gottscheer Bote (1904–1919)
- Gottscheer Nachrichten (1907–1919)
- Untersteirische Volkszeitung (1909–1918)
- Gottscheer Zeitung (1919–1941)

## Kroatien
Kroatiendeutsche (s. auch Jugoslawiendeutsche, Donauschwaben)
- Agramer Zeitung (1826–1912)
- Südslavische Zeitung (1848–1852)
- Die Drau (1868–1929)
- Slavonische Presse (1885–1929)
- Agramer Tagblatt (1885–1923)
- Morgenblatt (1926–1941)
- Evangelischer Gemeindebote (1932–1938)
- Slawonischer Volksbote (1936–1941)
- Christliche Volkszeitung (1938–1940)
- Deutsche Zeitung in Kroatien (1941–1945)
- Grenzwacht (1942–1944)
- Deutsches Wort (1993–)

## Bosnien und Herzegowina
Bosniendeutsche  (s. auch Jugoslawiendeutsche)
- Bosnische Post (1884–1918)
- Sarajevoer Tagblatt (1903–1918)

## Serbien
Serbiendeutsche (s. auch Jugoslawiendeutsche, Donauschwaben)
- Groß-Becskereker Wochenblatt (1851–1919)
- Bács-Bodrogher Presse (1857–1916)
- Neusatzer Lokalblatt (1860–1871)
- Pancsovaer Wochenblatt (1868–1871)
- Ungarischer Schulbote (1868–1899)
- Der Grenzbote (1869–1871)
- Banater Post (1875–1889)
- Neue Werschetzer Zeitung (1881–1919)
- Neusatzer Zeitung (1884–1887)
- Gross-Kikindaer Zeitung (1886–1916)
- Károlyfalvaer Wochenblatt (1887–1904)
- Módoser Zeitung (1888–1892)
- Bácskaer Volksblatt (1889–1906)
- Südbacskaer Zeitung (1889–1905)
- Südungarischer Grenzbote (1893–1898)
- Ungarisch-Weisskirchner Volksblatt (1896–1918)
- Bácskaer Zeitung (1898–1913)
- Torontaler Presse (1898–1905)
- Temes-Kubiner Wochenblatt (1899–1910)
- Semliner Volksblatt (1902–1914)
- Deutscher Volksfreund (1903–1942)
- Hódságer Zeitung (1904–1906)
- Werschetzer Volksblatt (1904–1916)
- Alibunárer Wochenblatt (1905–1907)
- Bács-Bodrogher Zeitung (1905–1916)
- Bácskaer Volkszeitung (1906–1918)
- Südungarische Rundschau (1908–1916)
- Belgrader Nachrichten (1915–1918)
- Nagykikindaer Zeitung (1916–1918)
- Bela Crkvaer Volksblatt (1919–1941)
- Deutsches Volksblatt (1919–1945)
- Deutscher Volksfreund (1919–1941)
- Werbasser Zeitung (1922–1926; 1941–1944)
- Batschkaer Zeitung (1929–1944)
- Wrbaser Zeitung (1931–1941)
- Deutsche Zeitung (1932–1940)
- Pancevoer Post (1932–1934)
- Kirche und Volk (1934–1942)
- Die Donau (1935–1944)
- Banater Beobachter (1941–1944)
- Donauzeitung (1941–1945)

## Montenegro
- Cetinjer Zeitung (1916–1918)

## Bulgarien
Bulgariendeutsche
- Bulgarische Handelszeitung (1893–1918, 1938)
- Deutsche Balkan-Zeitung (1916–1918)
- Deutsches evangelisches Kirchenblatt für Bulgarien (1929/1933–1943)
- Sofioter Nachrichten (1969–1991)